# Ministério do Comércio (Portugal)
O Ministério do Comércio (25 de Abril de 1917 — 30 de Março de 1919) foi um antigo departamento do Governo da República Portuguesa. Sucedeu, na maior parte das atribuições, ao Ministério do Fomento, que havia sido criado com a implantação da República Portuguesa, em subsituição do antigo Ministério das Obras Públicas, Comércio e Indústria. 
Apesar da nova designação do ministério dar ênfase à sua função de regulação do comércio (incluindo a formação que era dada nas escolas comerciais e nas escolas técnicas), o departamento manteve as responsabilidades pelas áreas da indústria, das obras públicas e das comunicações. Já o setor da agricultura, do anterior Ministério do Fomento, passou para a tutela do Ministério do Trabalho e Previdência Social.
A partir de 1919, o departamento passou a designar-se "Ministério do Comércio e Comunicações". Em 1932, o ministério foi extinto, sendo as suas responsabilidades repartidas pelos, então criados, Ministério do Comércio, Indústria e Agricultura e Ministério das Obras Públicas e Comunicações.

## Organização
O Ministério do Comércio incluía:
- Ministro do Comércio
  - Direção-Geral do Comércio e Indústria
  - Direção-Geral dos Caminhos de Ferro
  - Direção-Geral das Indústrias
  - Direção-Geral de Minas e Serviços Geológicos
  - Administração-Geral de Estradas e Turismo
  - Administração-Geral de Obras em Edifícios Nacionais
  - Administração-Geral dos Serviços Hidráulicos
  - Administração-Geral dos Correios, Telégrafos e Telefones
  - Instituto Geográfico e Cadastral

## Posteriores ministérios do Comércio
Durante a maioria do Estado Novo, a maioria das funções do antigo Ministério do Comércio, estiveram repartidas pelos Ministério da Economia, Ministério das Obras Públicas e Ministério das Comunicações.
Depois do 25 de Abril de 1974 foram criados e extintos os seguintes ministérios do Comércio:
1. Ministério do Comércio Externo - existente entre 1975 e 1976
2. Ministério do Comércio Interno - existente entre 1975 e 1976
3. Ministério do Comércio e Turismo - existente entre 1976 e 1981, entre 1983 e 1985 e entre 1985 e 1987

O atual Ministério da Economia assume hoje a maioria das responsabilidades do antigo Ministério do Comércio.